# George Mambosasa
George Mambosasa (ur. 31 stycznia 1964) – malawijski lekkoatleta specjalizujący się w biegu długodystansowym.
Dwukrotnie brał udział w igrzyskach olimpijskich. Na igrzyskach w 1984 odpadł w eliminacjach biegu na 5000 metrów odpadł w eliminacjach oraz zajął 74. miejsce w maratonie, natomiast na igrzyskach w 1988 roku odpadł w eliminacjach biegu na 5000 metrów, jak również nie ukończył maratonu.